# RRS Bransfield
Le RRS Bransfield était un cargo-brise-glace et navire océanographique conçu spécialement pour le British Antarctic Survey (BAS), opérateur britannique en Antarctique

## Historique
Le RRS Bransfield a été conçu par les consultants Graham & Woolnaugh de Liverpool pour le Natural Environment Research Council (NERC) et construit par Robb Caledon Shipbuilders Ltd à Leith. Il a été nommé en l'honneur de Edward Bransfield de la Royal Navy (1785-1852), qui a découvert la côte nord-ouest de la péninsule Antarctique et a effectué une enquête approximative sur les îles Shetland du Sud, revendiquant l'île du Roi-George et l'île Clarence pour la Grande-Bretagne. Il fut le premier homme à cartographier une partie du continent antarctique. 
Il s’agissait du deuxième navire baptisé du nom de Bransfield par le BAS ou ses prédécesseurs. Le premier était le HMS Bransfield, le navire d’expédition de l’Opération Tabarin, une expédition secrète britannique en Antarctique au cours de la Seconde Guerre mondiale. Il établit les premières bases britanniques permanentes sur la péninsule antarctique et devint le Falkland Islands Dependencies Survey en 1945 (renommé BAS en 1962). Ce navire était un bateau norvégien en bois construit en 1918 sous le nom de Veslekari et renommé pour l'expédition.  Il s’est révélé non praticable et a dû être remplacé avant que l’expédition ne quitte les eaux anglaises en novembre 1943.
En 1993/94, dans la mer de Weddell, Bransfield subit un incendie dans la salle des machines. 
En mai 1999, il a été vendu à la GC Rieber Shipping (en) dans le cadre du contrat de location à long terme de son remplaçant, le RRS Ernest Shackleton. il a ensuite été renommé Igenpearl et a été mis au rebut à Bombay en 2000.

### Note et référence
- (en) Cet article est partiellement ou en totalité issu de l’article de Wikipédia en anglais intitulé « RRS Bransfield » (voir la liste des auteurs).